# Kose (comté de Võru)
Kose est un petit bourg de la commune de Võru, situé dans le comté de Võru en Estonie. Au 31 décembre 2011, la population s'élevait à 565 habitants.